# Топешти (Бихор)
Топешти (рум. Topești) насеље је у Румунији у округу Бихор у општини Драђешти. Oпштина се налази на надморској висини од 265 m.

## Становништво
Према подацима из 2002. године у насељу је живело 238 становника, од којих су сви румунске националности.